# Марковичі (Луцький район)
Ма́рковичі — село в Україні, у Луцькому районі Волинської області. Входить до складу Горохівської міської громади. Населення за переписом 2001 року становить 391 осіб.

## Географія
Село розташоване на лівому березі річки Безіменки, лівої притоки Липи.

## Археологічні відомості
Перше перебування людей на цій території належить до ранньої кам'яної доби, підтвердженням цього є знайдені в середині 70-х р. XX ст. кремнієві сокири епохи палеоліту.
На території села у 2013 р. було знайдено скіфську вуздечкову зооморфну прикрасу, яка датується IV—III ст. до н. е. Прикраса являє собою фігурний щиток, від верхнього кінця якого відходить вперед голівка тварини, повернута у фас. Вона оздоблювала кінську вуздечку. Ця історична знахідка підтверджує факт перебування на території сучасного села скіфських вершників, з якими племена неврів, що проживали тоді на цій території, підтримували торговельні контакти.
На території села біля урочища «Безодня» виявлено багатошарове поселення, а в урочищі «Замогилля» — курган невизначеного часу, які віднесено до пам'яток археології Волинської області, що перебувають під охороною держави. Село Марковичі як населений пункт утворилося в період Київської Русі (Х-ХІ ст.), свідченням цього є археологічні старожитності цього періоду, виявлені на території села.

## Історія
Першою писемною згадкою про село Марковичі є грамота польського короля Казимира Ягеллончика 1450 року, якою він надав луцькому зем'янину Олізару Шиловичу Марковичі, а також Серники, Любче, Горохів, Губин тільки в Луцькому повіті. В наступному році Казимир IV підтвердив Олізару Шиловичу його вотчинні маєтності. З часом Олізар Шилович займав посади володимирського старости та маршалка волинського.
З 1496 році село Марковичі належить володимирському наміснику Василеві Хрептовичу, що підтверджується грамотою польського короля Олександра Ягеллончика. Разом з Марковичами Василь Хрептович одержав довічно у власність Горохів з присілками Підліски, Старий Став, Рачин, Озірці , які після смерті Олізара Шиловича його вдова Федка Юршанка у 1486 році подарувала польському королю. У 1514 році Василь Хрептович заповідає частину своїх володінь дочці Ганні — дружині князя Андрія Михайловича Сангушковича-Кошерського.
30 червня 1545 року в маєтку Конюхи княжна Ганна Василівна Хрептович підписує заповіт (тестамент) про дарування частини Горохова з селами Марковичі, Підліски, Старий Став, Рачин і Озірці своєму синові Олександру Андрійовичу Сангушковичу. Ревізія Луцького замку 1552 року підтверджує, що Горохів і частина сіл, у тому числі і Марковичі, належать князеві Олександру Сангушко-Кошерському. Наступними власниками села Марковичі були також князі Сангушки — Лев Олександрович (1536?-1571), Григорій Львович (1566?-1602), Адам Григорович (? — 1653). 
Шляхта і магнати часто здавали свої маєтки або їх частину в оренду за відповідну плату, адже вони завжди потребували грошей. Так, 21 квітня 1620 р. за сприяння возного Томаша Мицевського князь Адам Сангушко надав в оренду на чотири роки колківському підприємливому єврею Маєру Давидовичу місто Горохів і села Старий Горохів, Озерці, Марковичі та Рачин. В угоді застерігалося, що до оренди не входив замок. Все це з «дворами, фолварками, зе збожями вшелякими, з бояры, людми тяглыми, огородниками и подсуседками, з их платы, чинъшами, подводами и всякими повинъностями, з кгрунъты пашными и сеножатными, з ставами, млынами и их вымерками и их спустами и зъ ловенъем рыбъ вшеляких, з гаями, дубровами, лесами, запустами и зо всими пожитками малыми и великими».
В грудні 1622 р. горохівський війт Омелян Никифорович Островський здав Маєру Давидовичу за 2000 злотих на рік (від Великодня 1622 р. до такого ж свята 1623 р.) в оренду горілчану корчму, міські млини, а також корчми в селах, що належали до м. Горохова: Старому Горохові, Марковичах, Рачині та Озерцях «при томъ мыта, капъщизну од пива и меду водле звычаю давного зовсими тое аренъды пожитъками и приходами и приналежностями», але у грудні позбавив його оренди.
У 1629 році мешканці села Марковичі сплачували податку 50 димів. Подимне («дим») — податок з хати. За кількістю «димів» (хат) можна визначити приблизну кількість людності в селі. Припустімо, що в кожному «димі» проживала родина із шести осіб, то загальна чисельність мешканців села Марковичі мала б на той час становити 300 осіб. Для порівняння, у 1629 р. у Горохові було 152 будинки.
У 1629 році в селі вже діяла дерев'яна церква Святого Архістратига Михаїла, що підтверджують відомості сплати подимного податку (серед інших димів (хат) згадується хата священника, з якої подимне не було сплачено).
У 1645 році село Марковичі вже належало Киліану Вельгорському (нар. 1600 р.), підстарості володимирському (1637 р.), королівському ротмістру, підчашому волинському (1649—1653 рр.), якому продав його князь Адам Сангушко [Архівовано 17 лютого 2020 у Wayback Machine.], обтяжений на той час багатьма боргами.
Наступними власниками села ймовірно були: Юрій Вельгорський (помер в 1684 р.), підкоморій володимирський, каштелян волинський (1681 р.), полковник, учасник битви під Віднем 12 вересня 1683 року, у якій об'єднані польсько-австрійсько-німецько-козацькі війська під проводом Яна Собеського розгромили турецькі війська;  Анна Вельгорська, волинська каштелянка, вдова за Юрієм Вельгорським, фундаторка створення мурованого костелу Святої Трійці та монастиря тринітаріїв у Львові; Вацлав Вельгорський (1679—1709), каштелян волинський; Іоанна Вельгорська, вдова за Вацлавом Вельгорським; Фелікс Вельгорський (помер у 1737 р.), ротмістр королівського війська, волинський урядник, посол до сейму від Володимирського повіту у 1730 р.; Михайло Вельгорський (1730—1794), відомий державний діяч Речі Посполитої, граф, великий обозний коронний (1758-1762), кухмістр великий литовський у роках 1763-1774, учасник Барської Конфедерації, політичний письменник.
Щоб покрити свої борги, Михайло Вельгорський у 1791 році змушений був продати частину своїх маєтків разом з Марковичами принцу Станіславу Понятовскому, племіннику короля.
Наступний власник села Марковичі Станіслав Понятовський, племінник польського короля, великий екс-скарбник литовський, емігруючи за кордон, у 1795 році перепродав село Валеріанові Стройновському (1753—1834), земському судді, відомому політичному і громадському діячеві Речі Посполитої. 1821 року село успадкувала його дочка Валерія Тарновська (1782—1849), а після її переїзду на постійне місце проживання в Дзіковський замок, село перейшло у власність до її сина Тадея Тарновського (1819—1890). Загальна площа його володінь у селі Марковичі становила 477 десятин, або 521,1 га. Площа орних земель у даному маєтку становила 375 десятин, площа лісів — 102 десятини.
Відомості про соціальне становище мешканців села у період з 1841 до 1927 року, їх прізвища, дати народження, шлюбів, смерті  містяться в метричних книгах православної церкви  Святого Архістратига Михаїла, які зберігаються у державному архіві Волинської області. [Архівовано 24 вересня 2020 у Wayback Machine.]
За переписом 1911 року в селі М. було 487 мешканців, кредитове товариство, водяний млин. 1921 року в селі М. проживало 413 мешканців, з них: 191 — чоловіки, 221 — жінка. Кількість будинків у селі — 78. За національною приналежністю мешканці села становили: поляків — 9, українців — 404. За віросповіданням: 2 — римокатолики, 404 — православні, 7 — інших віросповідань.
12 червня 2020 року, відповідно до розпорядження Кабінету Міністрів України № 708-р «Про визначення адміністративних центрів та затвердження територій територіальних громад Волинської області», село увійшло в склад Горохівської міської громади.
19 липня 2020 року, в результаті адміністративно-територіальної реформи та ліквідації Горохівського району, село увійшло до складу новоутвореного Луцького району.

## Населення
Згідно з переписом УРСР 1989 року чисельність наявного населення села становила 405 осіб, з яких 193 чоловіки та 212 жінок.
За переписом населення України 2001 року в селі мешкало 385 осіб.

### Мова
Розподіл населення за рідною мовою за даними перепису 2001 року:
| Мова       | Відсоток |
| ---------- | -------- |
| українська | 99,74 %  |
| вірменська | 0,26 %   |

## Село у творчості поетів

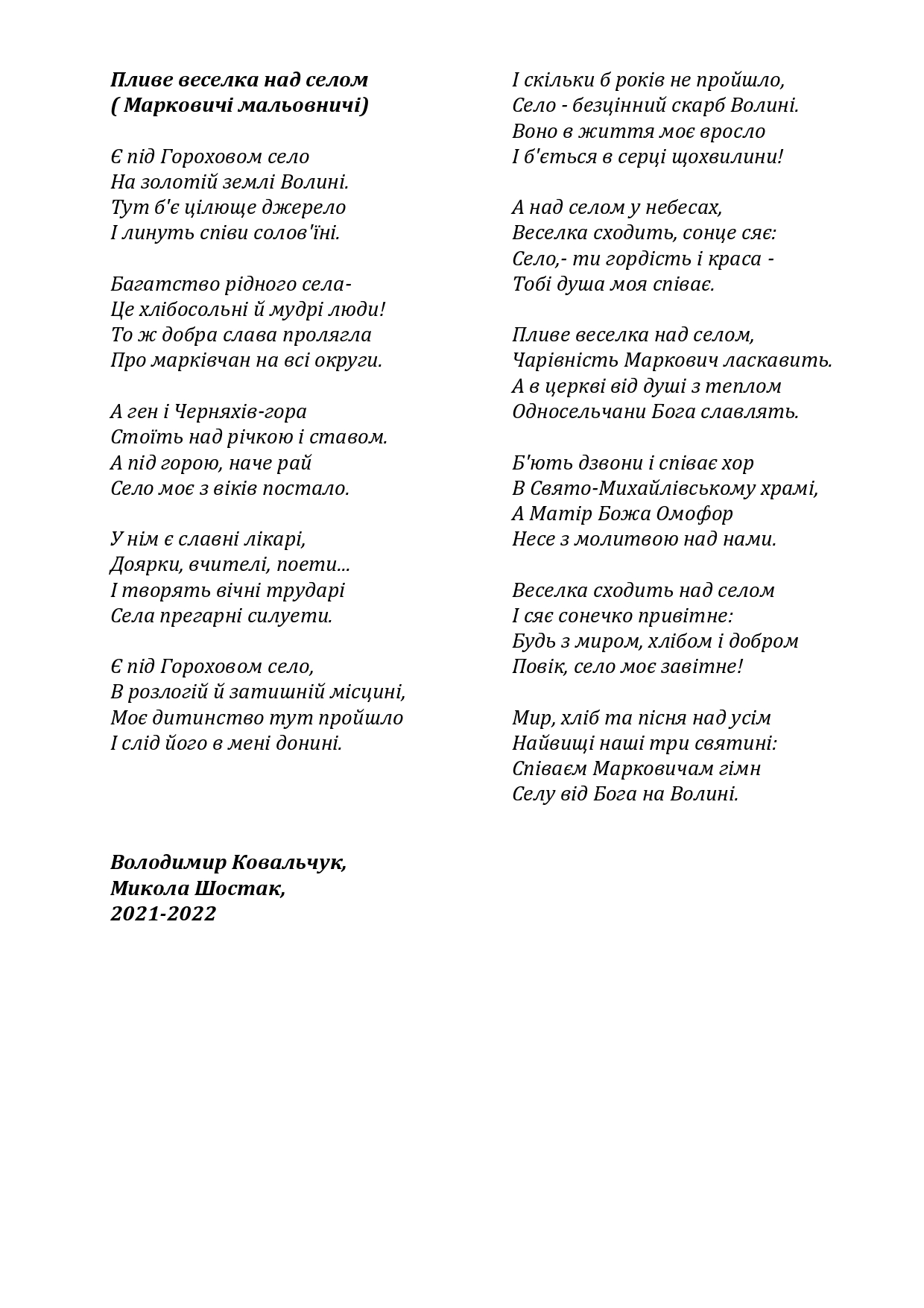

## Відомі люди
- Лотоцький Микола Логінович — підполковник Армії УНР.
- Корецька Клавдія Данилівна — поетеса. Серед книг письменниці — «Час пік» (1990), «Збирачі купальського вогню» (1993), «Відкрите небо» (1999), «Між зіркою і Аїдом» (2002), «В очікуванні Адама» (2007), «Еміграція в осінь» (2011), «Павутинка» (2012), «Маленький український ангел» (2016).
- Гаврисюк Аркадій Дмитрович (1954—2017), у 1981 році закінчив з відзнакою Львівський політехнічний інститут за спеціальністю «Електропостачання промислових підприємств, міст і сільського господарства», з 1981 року працював у Нововолинському електромеханічному технікумі на посадах викладача електротехнічних дисциплін, завідувача заочного відділення, з 2000 року — заступником директора закладу освіти з навчально-виробничої роботи.

## Книга пам'яті мешканців села Марковичі, які віддали своє життя у боротьбі з фашизмом в роки Другої світової війни
- Бомбалюк Петро Іванович, 1906 р. с. Марковичі Горохівського району Волинської області. Мобілізований у 1944 р. Рядовий. Загинув 15 лютого 1945 р. Похований у с. Нойхальселдорф, Польща.
- Бороновський Іван Йосипович, 1919 р. Волинська область, Горохівський район, с. Марковичі. Мобілізований Горохівським РВК. Зник безвісти. Знайдений під час пошукових робіт на місці колишнього табору військовополонених у м. Борисові (Шталаг 382) військовослужбовцями 52 оспб ЗС РБ. Встановлений по медальйону.
- Гань Яків Павлович, 1914 р. с. Марковичі Горохівського району Волинської області. Мобілізований у 1944 р. Рядовий. Загинув 26 січня 1945 р. Похований у с. Завєти, Нестеровський район, Калінінградська область.
- Дацюк Володимир Корнійович, 1924 р. с. Марковичі Горохівського району Волинської області. Мобілізований у 1944 р. Рядовий. Помер від ран 26 лютого 1945 р. Похований у р. Гродзанув, Вроцлавське воєводство, Польща.
- Дацюк Іван Матвійович, 1903 р. с. Марковичі Горохівського району Волинської області. Мобілізований у 1944 р. Рядовий. Загинув у 1945 р. Похований у м. Клострин, Польща.
- Дацюк Онуфрій Ілліч, 1923 р. с. Марковичі Горохівського району Волинської області. Мобілізований у 1944 р. Рядовий. Помер від ран 20 березня 1945 р. Похований у м. Люблін, Польща.
- .Загоруйко Давид Кіндратович, 1901 р. с. Марковичі Горохівського району Волинської області. Мобілізований у 1944 р. Рядовий. Загинув 14 квітня 1945 р. Похований у с. Черепаново, Гурєвський район, Калінінградська область.
- .Затірка Арсеній Степанович, 1916 р. с. Марковичі Горохівського району Волинської області. Мобілізований у 1944 р. Рядовий. Загинув у вересні 1944 р.
- .Звонковський Іван Васильович, 1906 р. с. Марковичі Горохівського району Волинської області. Мобілізований у 1941 р. Рядовий. Пропав безвісти у жовтні 1944 р.
- Кекоцький Іван Андрійович, 1913 р. с. Марковичі Горохівського району Волинської області. Мобілізований у 1944 р. Рядовий. Загинув 15 вересня 1944 р. Похований у с. Вимерки, Тарнобжегське воєводство, Польща.
- Косюк Онуфрій Павлович, 1912 р. с. Марковичі Горохівського району Волинської області. Мобілізований у 1944 р. Рядовий. Загинув у 1944 р. Похований у Польщі.
- Куб'як Максим Йосипович, 1901 р. с. Марковичі Горохівського району Волинської області. Мобілізований у 1944 р. Рядовий. Зник безвісти в 1945 р.
- Кульчицький Василь Антонович, 1907 р. с. Марковичі Горохівського району Волинської області. Мобілізований у 1944 р. Рядовий. Зник безвісти в 1944 р. в Польщі.
- Мушит Павло Пилипович, 1903 р. с. Марковичі Горохівського району Волинської області. Мобілізований у 1944 р. Рядовий. Загинув 26 березня 1945 р. Похований у с. Мала Гура, Чехія.
- Павлик Михайло Спиридонович, 1912 р. с. Марковичі Горохівського району Волинської області. Мобілізований у 1944 р. Рядовий. Зник безвісти в 1944 р.
- Притула Максим Васильович, 1922 р. с. Марковичі Горохівського району Волинської області. Мобілізований в 1944 р. Молодший лейтенант. Загинув 23 березня 1945 р. Похований у с. Вайянова, Гданське воєводство, Польща.
- Приходько Степан Захарович, 1911 р. с. Марковичі Горохівського району Волинської області. Мобілізований у 1944 р. Рядовий. Пропав безвісти у грудні 1944 р.
- Пудровський Максим Михайлович, 1905 р. с. Марковичі Горохівського району Волинської області. Мобілізований у 1941 р. Рядовий. Загинув у 1944 р. в Санкт-Петербурзі.
- Солтис Микола Петрович, 1925 р. с. Марковичі Горохівського району Волинської області. Мобілізований у 1944 р. Рядовий. Помер від ран 27 вересня 1944 р. Похований у м. Сандомир, Тарнобжегське воєводство, Польща.
- Солтис Петро Петрович, 1912 р. с. Марковичі Горохівського району Волинської області. Мобілізований у 1941 р. Рядовий. Загинув у червні 1941 р. поблизу м. Сокаля, Львівська область.
- Солтис Степан Митрофанович, 1904 р. с. Марковичі Горохівського району Волинської області. Мобілізований у 1944 р. Рядовий. Загинув 12 березня 1945 р. Похований у с. Лансиняс, Тукумський район, Латвія.
- Харчук Максим Сидорович, 1918 р. с. Марковичі Горохівського району Волинської області. Мобілізований у 1944 р. Рядовий. Загинув у 1944 р. Похований у Польщі.
- Харчук Семен Павлович, 1912 р. с. Марковичі Горохівського району Волинської області. Мобілізований у 1944 р. Рядовий. Загинув 12 жовтня 1945 р. Похований у м. Пряшів, Словаччина.
- Хіль Євтихій Данилович, 1903 р. с. Марковичі Горохівського району Волинської області. Мобілізований у 1944 р. Рядовий. Загинув у 1944 р.
- Швайковський Іван Якович, 1922 р. с. Марковичі Горохівського району Волинської області. Мобілізований у 1944 р. Рядовий. Загинув 7 лютого 1945 р. Похований у м. Бредельвитц, Польща.
- Жельчик Левко Федорович